# Makaronézia

Makaronézia

Makaronézia az Atlanti-óceán északi medencéjében, Dél-Európához, illetve Észak-Afrikához viszonylag közel található szigetcsoportok összefoglaló elnevezése. Ezeket a szigeteket ugyancsak Makaronézia néven önálló flóraterületként, illetve biorégióként is megkülönböztetik. Ebben az értelemben Makaronézia az északi flórabirodalom (Holarktisz) része.

## Részei
Makaronézia földtani-természetföldrajzi tagolása némiképpen eltér politikai felosztásától, bár mindkét értelemben négy szigetcsoportra tagoljuk. Politikailag ezek:
- Azori-szigetek (Portugália),
- Madeira-szigetek (Portugália),
- Kanári-szigetek (Spanyolország),
- Zöld-foki-szigetek (Zöld-foki Köztársaság néven független; korábban portugál gyarmat volt).

Természetföldrajzi értelemben a politikailag a Madeira-szigetekhez tartozó Selvagens-szigetcsoport a Kanári-szigetek része. Az ellentmondás feloldása érdekében ezeket a lakatlan szigeteket egyes szerzők önálló szigetcsoportnak tüntetik fel.
Az utóbbi évek kladisztikus elemzései alapján egyértelműnek tűnik, hogy növényföldrajzi szempontból a Zöld-foki-szigetek Afrikához (az óvilági trópusok flórabirodalmához) tartoznak. A Kanári-szigetek növényföldrajzi helyzete több szempontból is az óvilági trópusok és az északi flórabirodalom közötti, átmeneti jellegűnek tűnik.

## Földtani felépítése
Mind a négy szigetcsoport alapvetően vulkáni eredetű:
- Az Azori-szigetek az Atlanti-óceán óceánközépi hátságának a tengerszint fölé magasodó csúcsai; kőzetanyaguk ennek megfelelően ún. MORB bazalt.
- A Kanári- és a Madeira-szigetek ún. forrópontos vulkanizmus termékei; kőzetanyaguk ennek megfelelően ún. OIB bazalt.
- A Zöld-foki-szigetek egyes tagjain a bazalt közé ékelt pala- mészkő- és dolomitszirtek is előfordulnak.
- Az egyetlen, tisztán üledékes kőzetekből álló sziget a Madeira-szigetek második legnagyobb tagja, Porto Santo.

## Éghajlata
Az északi szigetcsoportok (Azori-, Madeira-szigetek) éghajlata szubtrópusi, délen a Zöld-foki-szigeteké trópusi (ezért ezeket gyakran nem is sorolják a Makaronézia flóraterülethez). A Kanári-szigetek helyzete átmeneti: a szigetcsoport 1500 m fölé magasodó tagjain elég csapadék van a babérlombú erdők kifejlődéséhez, az alacsonyabb szigetek viszont szárazok, sivatagosak.
Az óceán, illetve azon belül a Golf-áramlás kisebb-nagyobb mértékben valamennyi szigetcsoport (főleg a Madeira-szigetek) éghajlatát befolyásolja; ennek eredményeként ezek klímája a tipikus trópusinál, illetve szubtrópusinál valamivel kiegyenlítettebb (az évszakok kevésbé különböznek egymástól).